# Okres Frýdek-Místek

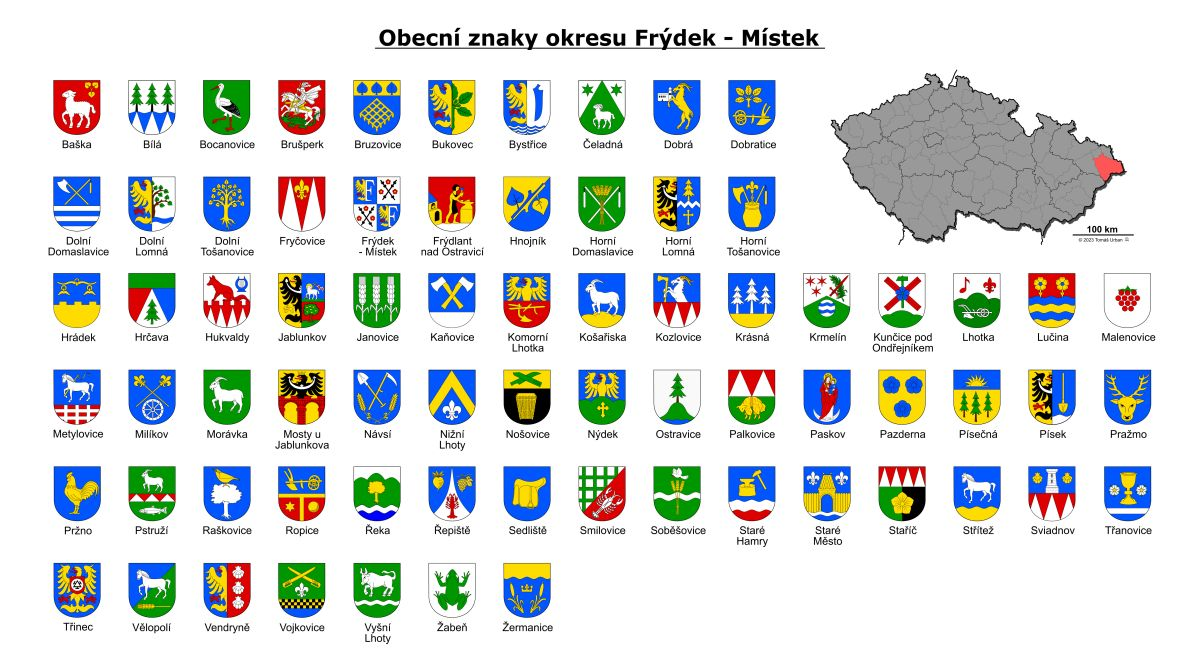
Přehled obecních znaků okresu Frýdek-Místek

Okres Frýdek-Místek je okres na rozhraní Moravy a Slezska v jihovýchodní části Moravskoslezského kraje. Slezsko v okrese velkou měrou převažuje. Jeho dřívějším sídlem bylo město Frýdek-Místek.
V rámci kraje sousedí na severu s okresem Karviná, na severozápadě s okresem Ostrava-město a na západě s okresem Nový Jičín, na jihozápadě pak hraničí s okresem Vsetín Zlínského kraje. Z jihovýchodní strany je okres vymezen státní hranicí se Slovenskem a ze severovýchodu státní hranicí s Polskem.

## Struktura povrchu
K 31. prosinci 2003 měl okres celkovou plochu 1 272,75 km², z toho:
- 39,38 % zemědělských pozemků, které z 48,95 % tvoří orná půda (19,28 % rozlohy okresu)
- 60,62 % ostatní pozemky, z toho 81,43 % lesy (49,36 % rozlohy okresu)

## Demografické údaje
Data k 30. červnu 2005:
| Popis          | Celkem  | Ženy            | Muži            |
| -------------- | ------- | --------------- | --------------- |
| počet obyvatel | 226 995 | 115 926 51,07 % | 111 069 48,93 % |
| průměrný věk   | 39,2    | 40,7            | 37,6            |

- hustota zalidnění: 178 ob./km²
- 57,2 % obyvatel žije ve městech

### Zaměstnanost
(2003)
| Počet obyvatel se stálým zaměstnáním | 46 759    |
| Průměrný plat                        | 15 156 Kč |
| Nezaměstnaných                       | 16 672    |
| Míra nezaměstnanosti                 | 25 %      |

### Školství
(2003)
| Druh školy                     | Počet škol |
| ------------------------------ | ---------- |
| Mateřské školy                 | 99         |
| Základní školy                 | 95         |
| Gymnázia                       | 6          |
| Střední školy průmyslové školy | 13         |
| Střední odborná učiliště       | 8          |
| Vyšší odborné školy            | 2          |

### Zdravotnictví
(2003)
| Lékaři                          | 705 |
| Nemocnice                       | 3   |
| Specializovaná léčebná zařízení | 5   |
| Zubní lékaři                    | 110 |
| Lékárny                         | 40  |

### Zdroj
- Český statistický úřad

## Doprava

### Silniční
Okresem prochází dálnice D48 a D56. Silnice I. třídy jsou I/11, I/35, I/48, I/56, I/58 a I/68.
Silnice II. třídy jsou II/468, II/473, II/474, II/476, II/477, II/483, II/484, II/486 a II/648.

### Železniční
Okresem prochází koridor Bohumín – Čadca, dále trať Ostrava – Valašské Meziříčí a vedlejší tratě Český Těšín – Frýdek-Místek a Frýdlant nad Ostravicí – Ostravice.

## Seznam obcí a jejich částí
Města jsou uvedena tučně, městyse kurzívou, části obcí malince.

Baška (Hodoňovice • Kunčičky u Bašky) •
Bílá •
Bocanovice •
Brušperk •
Bruzovice •
Bukovec •
Bystřice •
Čeladná •
Dobrá •
Dobratice •
Dolní Domaslavice •
Dolní Lomná •
Dolní Tošanovice •
Fryčovice (Ptáčník) •
Frýdek-Místek (Frýdek • Chlebovice • Lískovec • Lysůvky • Místek • Skalice • Zelinkovice) •
Frýdlant nad Ostravicí (Frýdlant • Lubno • Nová Ves) •
Hnojník •
Horní Domaslavice •
Horní Lomná •
Horní Tošanovice •
Hrádek •
Hrčava •
Hukvaldy (Dolní Sklenov • Horní Sklenov • Krnalovice • Rychaltice) •
Jablunkov •
Janovice •
Kaňovice •
Komorní Lhotka •
Košařiska •
Kozlovice (Měrkovice) •
Krásná •
Krmelín •
Kunčice pod Ondřejníkem •
Lhotka •
Lučina •
Malenovice •
Metylovice •
Milíkov •
Morávka •
Mosty u Jablunkova •
Návsí •
Nižní Lhoty •
Nošovice •
Nýdek •
Ostravice •
Palkovice (Myslík) •
Paskov (Oprechtice) •
Pazderna •
Písečná •
Písek •
Pražmo •
Pržno •
Pstruží •
Raškovice •
Ropice •
Řeka •
Řepiště •
Sedliště •
Smilovice •
Soběšovice •
Staré Hamry •
Staré Město •
Staříč •
Střítež •
Sviadnov •
Třanovice •
Třinec (Dolní Líštná • Guty • Horní Líštná • Kanada • Karpentná • Kojkovice • Konská • Lyžbice • Nebory • Oldřichovice • Osůvky • Staré Město • Tyra) •
Vělopolí •
Vendryně •
Vojkovice •
Vyšní Lhoty •
Žabeň •
Žermanice

## Seznam správních obvodů obcí s rozšířenou působností
Okres se skládá ze čtyř správních obvodů obcí s rozšířenou působností, které jsou shodné se správními obvody obcí s pověřeným úřadem:
- Frýdek-Místek
- Frýdlant nad Ostravicí
- Jablunkov
- Třinec

## Změna hranice okresu
Do 1. ledna 2007 byly v okrese Frýdek-Místek také obce:
- Horní Bludovice – poté okres Karviná
- Stará Ves nad Ondřejnicí – poté okres Ostrava-město
- Šenov – poté okres Ostrava-město
- Václavovice  – poté okres Ostrava-město
- Vratimov – poté okres Ostrava-město

## Řeky
- Ostravice
- Lomná
- Lučina
- Mohelnice
- Morávka
- Olše
- Ondřejnice
- Stonávka
- Tichávka